# Pfarrkirche St. Peter-Freienstein

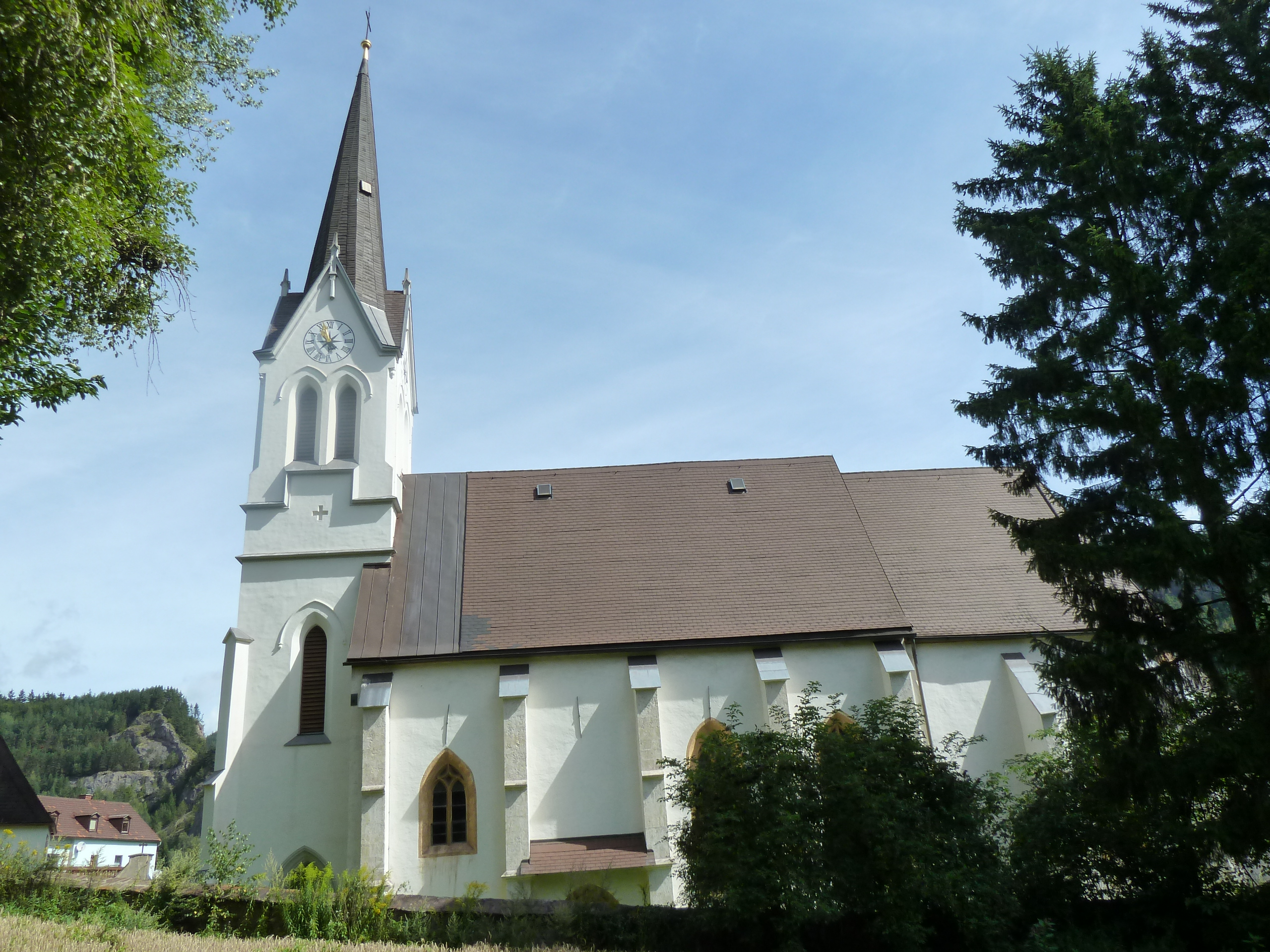
Katholische Pfarrkirche hl. Petrus in Sankt Wolfgang bei Obdach

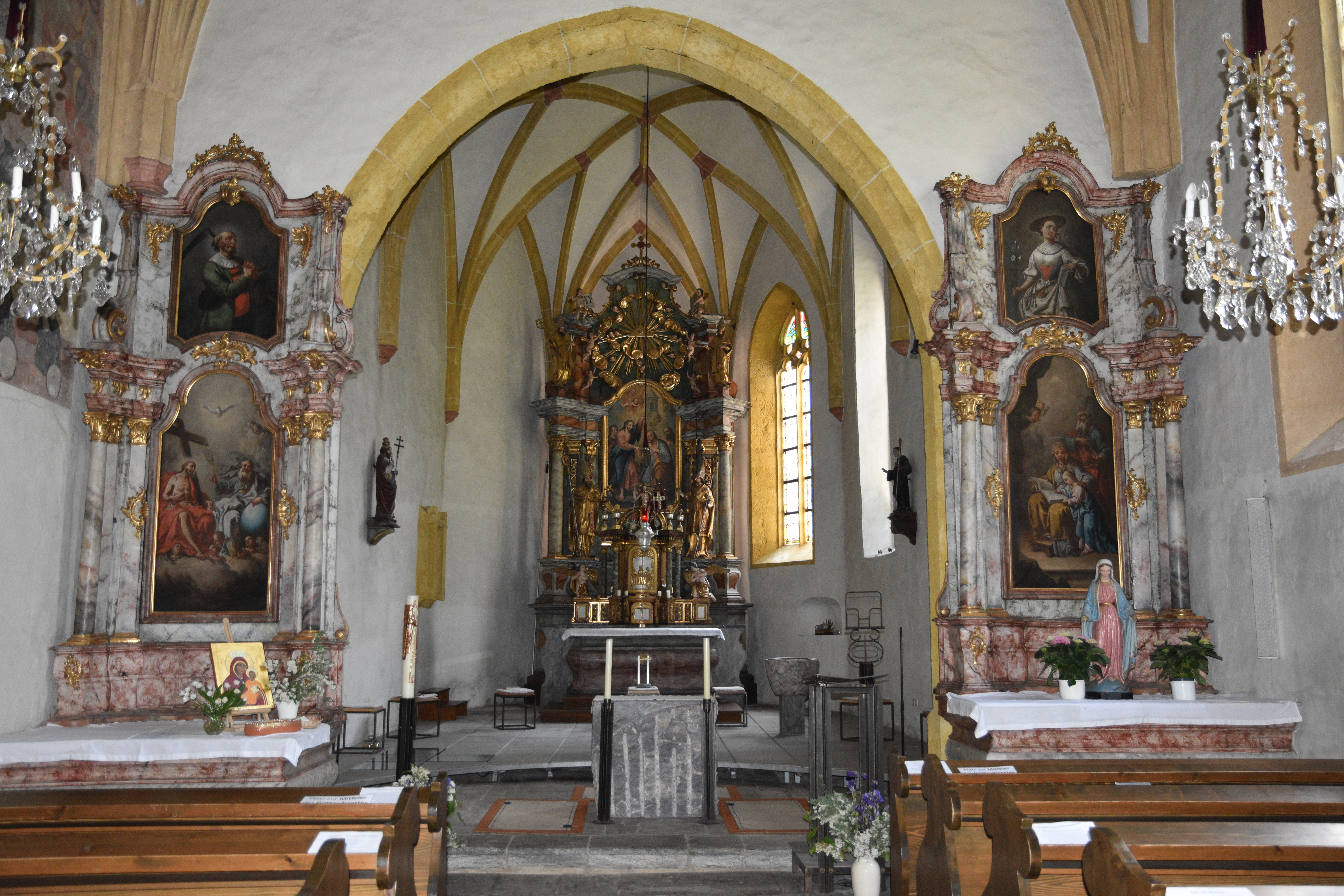
Langhaus, Blick zum Chor

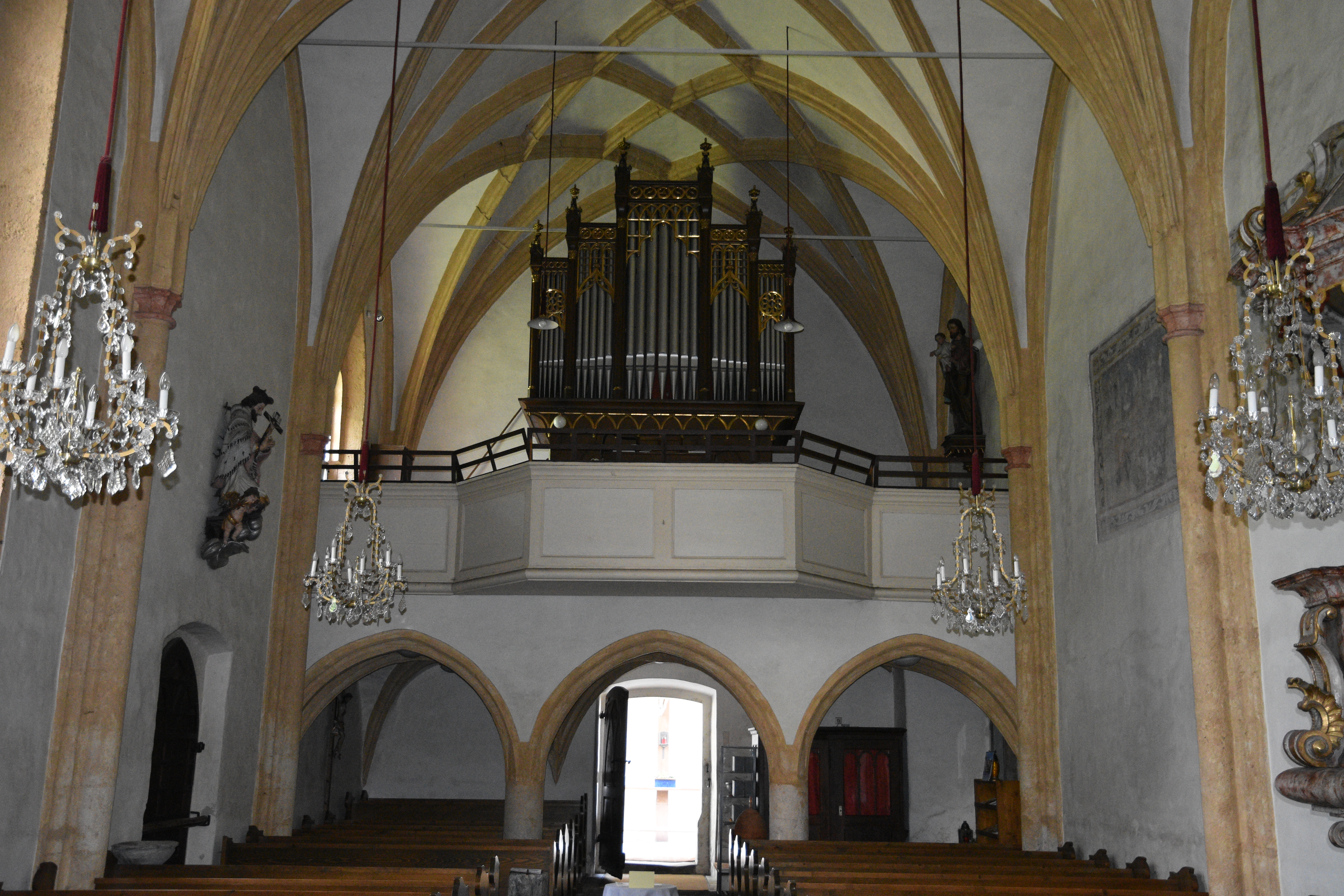
Langhaus, Blick zur Empore

Die römisch-katholische Pfarrkirche St. Peter-Freienstein steht in der Marktgemeinde Sankt Peter-Freienstein im Bezirk Leoben in der Steiermark. Die dem Patrozinium des heiligen Simon Petrus unterstellte Pfarrkirche gehört zur Region Obersteiermark Ost (Dekanat Leoben) in der Diözese Graz-Seckau. Die Kirche und der Kirchhof stehen unter Denkmalschutz (Listeneintrag).

## Geschichte
Eine landesfürstliche Eigenkirche bestand bereits vor 1122, 1265 mit cella s. Petri genannt. 
Der spätgotische Kirchenbau trägt an einem Strebepfeiler die Jahresangabe 1497. Im Jahr 1967 erfolgte eine Außen- und Innenrestaurierung.

## Architektur
Der Kirchenbau hat umlaufend abgetreppte Strebepfeiler und gotische spitzbogige Portale im Westen und Süden. Der vorgestellte Westturm hat zwei seitliche Eingänge in die Turmhalle, das Turmobergeschoß und der Spitzhelm sind neugotisch.
Das breite vierjochige Langhaus hat ein Sternrippengewölbe auf Runddiensten auf Vorlagen. Die dreiachsige Westempore auf Rundpfeilern ist kreuzrippenunterwölbt, die hölzerne barocke Brüstung kragt mittig vor. Der niedrige Fronbogen ist spitzbogig. Der zweijochige Chor mit einem Fünfachtelschluss hat ein Netzrippengewölbe auf Konsolen. Im Chor gibt es eine spätgotische verstäbte Sakramentsnische mit einer Schmiedeeisengittertür. Das schulterbogige Sakristeiportal hat eine Tür mit Schmiedeeisenbeschlägen, die Sakristei ist stichkappentonnengewölbt.
Die Nordwand im Langhaus zeigt ein 1950 freigelegtes, stark beschädigtes Fresko aus der ersten Hälfte des 15. Jahrhunderts mit Zug und Anbetung der Könige in einer Blattranken-Bordüre. Über dem Sakristeiportal befindet sich ein Fresko Weltgericht um 1580, darunter ein Freskorest Kniender Stifter mit Familie. Die zweibahnigen Maßwerkfenster enthalten Scheiben aus der Glasmalerei von Ferdinand Koller aus dem Jahr 1906.

## Einrichtung
Der Hochaltar aus der Zeit um 1730/1740 hat einen freistehenden Tabernakel aus dem Anfang des 19. Jahrhunderts. Das zentrale Gemälde des Altars ist dem Schutzpatron der Kirche gewidmet und zeigt die Schlüsselübergabe Jesu an Petrus, wie es versprochen war: „Ich werde dir die Schlüssel des Himmelreichs geben; was du auf Erden binden wirst, das wird auch im Himmel gebunden sein, und was du auf Erden lösen wirst, das wird auch im Himmel gelöst sein.“ (Matthäus 16,19 ) Das 1815 gemalte Bild ist ein Werk von Franz Trietscher. Die Rokoko-Seitenaltäre entstanden im dritten Viertel des 18. Jahrhunderts. Der linke Seitenaltar zeigt das Bild Dreifaltigkeit, der rechte Seitenaltar das Bild Hl. Anna.
Die Kanzel nach der Mitte des 18. Jahrhunderts trägt am Schalldeckel die Figur Hl. Paulus.
Eine spätgotische Statue hl. Petrus entstand um 1510/1520 im Umkreis von Lienhard Astl. Die barocken Statuen der Heiligen Leonhard und Johannes Nepomuk sowie Gottvater entstanden im 18. Jahrhundert.
Die neugotische Orgel baute Konrad Hopferwieser. Eine Glocke nennt Johann de la Porta 1652.